# Мапело
Мапѐло (на италиански: Mapello; на ломбардски: Mapèl, Мапел) е градче и община в Северна Италия, провинция Бергамо, регион Ломбардия. Разположено е на 250 m надморска височина. Населението на общината е 6804 души (към 2017 г.).